# حاکم کانگ چین
حاکم کانگ از چین (به چینی: 秦康公؛ مرگ ۶۰۹ پ. م)؛ فرمانروای ایالت چین در دودمان ژو از ۶۲۰ پ. م تا ۶۰۹ پ. م بود. ایالت چین در آینده همه کشور چین را یکپارچه ساخت و تبدیل به دودمان چین شد. نام اجدادی او یینگ (嬴) و حاکم کانگ نام پسامرگ او بود.

## زندگی
حاکم کانگ یکی از ۴۰ پسر حاکم مو چین بود و پس از مرگ حاکم مو در سال ۶۲۱ پ. م فرمانروای چین شد. در همان سال حاکم شیانگ جین نیز درگذشت و یک بحران جانشینی در ایالت جین همسایه چین آغاز شد. ژائو دان، وزیر قدرتمند جین، در ابتدا می‌خواست برادر کوچک‌تر حاکم شیانگ، شاهزاده یونگ را بر تخت جین بنشاند. شاهزاده یونگ در آن زمان در چین تبعید بود؛ در سال ۶۲۰ پ. م، چین ارتشی را برای همراهی یونگ به جین فرستاد. با این حال، ژائو دان نظر خود را تغییر داد و به جای آن، پسر جوان حاکم شیانگ، ییگائو را حاکم کرد، که بعداً به حاکم لینگ جین معروف شد. جین سپس ارتشی را برای توقف شاهزاده یونگ اعزام کرد و نیروهای همراه چین را در لینگهو شکست دادند.
درگیری جانشینی جین باعث شروع یک سری ستیز بین چین و جین شد. یک سال پس از نبرد در لینگهو، چین به جین حمله کرد و شهر ووچنگ (در شهرستان هوآ، شاآنشی امروزی) را برای انتقام گرفت. دو سال بعد، در سال ۶۱۷ پ. م، جین به چین حمله کرد و شائولیانگ (少梁، در هانچنگ، شاآنشی امروزی) را تصرف کرد. سپس در سال ۶۱۵ پ. م، چین دوباره ضد حمله زد و جیما (羈馬) را گرفت. جین ارتشی را برای عقب راندن چین گسیل کرد و دو نیرو در نزدیکی هکو (河曲، فنگلینگدو، شهرستان رویچنگ کنونی) با هم برخورد کردند، اما هر دو بدون درگیر شدن در نبرد عقب‌نشینی کردند.
حاکم کانگ ۱۲ سال سلطنت کرد و در سال ۶۰۹ پ. م درگذشت. پس از او پسرش حاکم گونگ چین جانشین او شد. سرودن شعر وی-یانگ به افتخار مادرش مو جی (穆姬)به او منسوب است.